# Aldersjön (Stigsjö socken, Ångermanland)
Aldersjön är en sjö i Härnösands kommun i Ångermanland och ingår i Gådeåns huvudavrinningsområde. Sjön har en area på 0,84 kvadratkilometer och ligger 189,1 meter över havet. Sjön avvattnas av vattendraget Gådeån (Helgumsån).

## Delavrinningsområde
Aldersjön ingår i det delavrinningsområde (696350-158611) som SMHI kallar för Utloppet av Aldersjön. Medelhöjden är 243 meter över havet och ytan är 13,92 kvadratkilometer. Räknas de 10 avrinningsområdena uppströms in blir den ackumulerade arean 28,62 kvadratkilometer. Avrinningsområdets utflöde Gådeån (Helgumsån) mynnar i havet. Avrinningsområdet består mestadels av skog (89 procent). Avrinningsområdet har 0,9 kvadratkilometer vattenytor vilket ger det en sjöprocent på 6,4 procent.